# Cevea
Cevea  var en uafhængig dansk tænketank, der eksisterede 2008-2024. Cevea blev stiftet i 2008 for at styrke den idépolitiske og løsningsorienterede debat på det danske centrum-venstre, samt for at udfordre højrefløjen i den offentlige debat. Organisationen lukkede 1. december 2024 som følge af dårlig økonomi.
Formålet med Cevea var almennyttigt og blev søgt opnået ved at påvirke og udvide den offentlige meningsdannelse gennem forskning og formidling.
Cevea markerede sig blandt andet i politiske debatter om opgøret med stigende ulighed og ensidige økonomiske dogmer, styrket demokratisk kontrol med den finansielle sektor, skattepolitiske spørgsmål, indretningen af fremtidens arbejdsmarked, fornyelse af den offentlige velfærd, folkelig deltagelse i det danske demokrati og fagbevægelsens fremtidige udfordringer.

## Værdier og målsætninger
Tænketanken Ceveas arbejdede for at fremme det idépolitiske grundlag om frihed, lighed og fællesskab. Den arbejdede for at udvikle og forny velfærdssamfundet ud fra idealerne om frihed, lighed og fællesskab, da det blev set som forudsætningen for at skabe et godt liv for alle i samfundet.

## Arbejdsområder
For at indfri de politiske målsætninger havde tænketanken analyser som udgangspunkt for uddannelse af nye faglige stemmer, organisationsudvikling, politisk ideudvikling for centrum-venstre og deltagelse i den offentlige debat.
Ceveas arbejde kom til udtryk gennem at
- producere analyser der leverer ny viden og nye argumenter
- påvirke den generelle offentlige meningsdannelse og lægge pres på politikerne gennem medierne og ved at holde oplæg hos en bred vifte af organisationer
- bruge sit nationale og internationale netværk til at indfange politiske erfaringer, nye tendenser og nyskabende politiske løsninger for at være på forkant med udviklingen.
- træne folk og støtte fællesskaber
- afholde debatmøder, seminarer, konferencer og workshops om aktuelle politiske emner med anerkendte eksperter, praktikere og politikere som oplægsholdere
- afholde konferencer, bl.a. Ulighedens Topmøde, der samlede interessenter indenfor social marginalisering og stigende ulighed

- organisere netværk, hvor eksperter og praktikere mødtes om aktuelle problemstillinger og udviklede ny politik

## Økonomi
Cevea blev finansieret med økonomiske midler fra fonde og en række organisationer, blandt andet danske fagforeninger. Hertil kom yderligere finansiering gennem sponsorater fra virksomheder, privatpersoner og medlemskontingenter. Størstedelen af økonomien var projektfinansieret. Cevea havde i 2013 en omsætning på ca. 7 mio. kr.

## Organisation
Ceveas daglige arbejde blev varetaget af et mindre sekretariat. Øverste myndighed i Cevea var årsmødet, hvor Ceveas bestyrelse, som havde det overordnede ansvar for økonomi og strategi, blev valgt af Ceveas kollektive og individuelle medlemmer.

### Ledelse
- Asbjørn Sonne Nørgaard, direktør
- Alexander Grandt Petersen, vicedirektør

### Bestyrelse
Ceveas bestyrelse bestod til sidst af følgende medlemmer:
- Jan Villadsen, Formand, gruppeformand i 3F transport
- Bente Sorgenfrey, Bestyrelsesmedlem, næstformand og 1. stedfortræder for formanden i Fagbevægelsens Hovedorganisation
- Gordon Ørskov Madsen, Bestyrelsesmedlem, formand for Lærernes A-kasse
- Rune Møller Stahl, Bestyrelsesmedlem, post.doc ved Københavns Universitet
- Mads Samsing, Bestyrelsesmedlem, Sektornæstformand i HK Kommunal
- Lise Johansen, Bestyrelsesmedlem, direktør i kvinderådet

Tidligere medlemmer af bestyrelsen var professor ved CBS Ove Kaj Pedersen, tidligere SAS-direktør Susanne Larsen, tidligere kultur- og forskningsminister Jytte Hilden (S), tidligere kulturminister Uffe Elbæk (R, nu Alternativet), tidligere uddannelses- og forskningsminister Sofie Carsten Nielsen (R), Forbundssekretær for HK Villy Dyhr, konsulent for Center for Frivilligt Socialt Arbejde Hans Stavnsager, tidligere formand for BUPL Henning Pedersen, tidligere folketingsmedlem for SF Steen Gade, selvstændig konsulent, tidl. innovationsdirektør hos tænketanken Mandag Morgen Stine Carsten Kendal, Folketingsmedlem for Socialdemokraterne Pernille Rosenkrantz-Theil, tidl. statsminister og formand for Socialdemokraterne Poul Nyrup Rasmussen.

## Inspiration og samarbejde
Cevea indgik i samarbejde med og hentede inspiration fra en række andre tænketanke, herunder britiske tænketanke som The Fabian Society, Compass og Policy Network, amerikanske som Center for American Progress (CAP) og New Organizing Institute, samt norske Manifest, svenske Arena Gruppen og tyske Friedrich Ebert Stiftung.